# Hansjoachim von Rohr

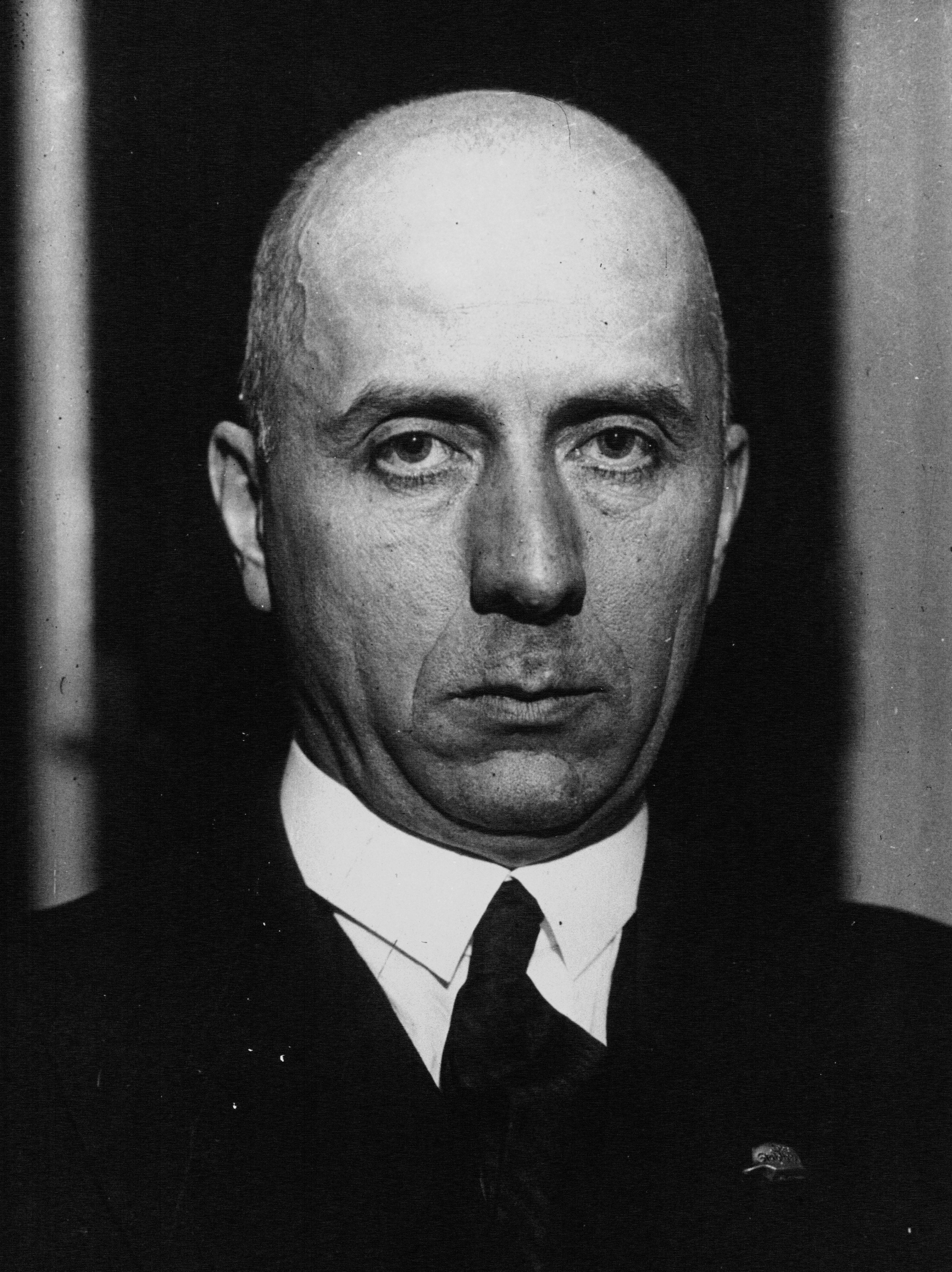
Hansjoachim von Rohr (1933)

Hansjoachim von Rohr (* 1. Oktober 1888 in Demmin, Provinz Pommern; † 10. November 1971 in Bad Godesberg) war ein deutscher Rittergutbesitzer und Politiker (DNVP).

## Leben
Hansjoachim von Rohr („Achi Rohr“) war Sohn des pommerschen Großgrundbesitzers Hans von Rohr (1845–1909), aus dessen zweiter Ehe mit Helene von Eisenhart-Rothe (1853–1942). Seine Kindheit verbrachte er auf dem Gut seiner Familie, Haus Demmin in Vorwerk. Nach dem Abitur begann Rohr-Demmin an der Ruprecht-Karls-Universität Heidelberg Rechtswissenschaft und Volkswirtschaftslehre zu studieren. Im Wintersemester 1907/08 wurde er im Corps Saxo-Borussia Heidelberg recipiert. Als Inaktiver wechselte er an die Friedrich-Wilhelms-Universität zu Berlin und die Königliche Universität zu Greifswald. Vor 1914 war er als Referendar am Amtsgericht Demmin und bei der Regierung in Merseburg tätig. Anschließend nahm er bis 1918 am Ersten Weltkrieg teil, um nach seiner Rückkehr ab 1919 die Bewirtschaftung der Familiengüter zu übernehmen. 1939 umfasste sein Besitz Rittergut Vorwerk mit Vorwerk Lindenfelde 1265 ha Land, davon 251 ha Wald. Seine Frau Sigrid von Borcke  (* 19. September 1910; † 24. Dezember 1991), Tochter der Ida Gräfin von Schwerin und des Offiziers Alfred von Borcke, besaß auf der Insel Usedom auch mit Krienke ein kleines Gut. Das Ehepaar hatte eine Tochter und vier Söhne. Die Tochter Adelheid heiratete den Oberst Freiherr Cord von Roenne-Leppin. Der älteste Sohn Hans-Alard von Rohr wurde Diplomat, der Sohn Hans Joachim von Rohr war Beamter in einem Bundesministerium, der Sohn Hans Christoph von Rohr wurde Jurist und der jüngste Sohn Hans Wilhelm von Rohr Physiker und Patentanwalt. Hansjoachim von Rohr wurde 1939 Mitglied des Johanniterordens und war dort seit 1953 Rechtsritter; er war Mitglied der Pommerschen Genossenschaft.

### Weimarer Republik
Politisch begann v. Rohr-Demmin in der Weimarer Zeit, sich in der Deutschnationalen Volkspartei (DNVP) zu engagieren. Von 1924 bis 1932 gehörte er dem Preußischen Landtag als Abgeordneter an. Ferner amtierte er von 1925 bis 1933 als Vorsitzender des Pommerschen Landbundes. Dort setzte er im Sinne der von ihm vertretenen berufsständischen Konzeption eine Besetzung des Vorstandes mit drei gleichberechtigten Mitgliedern (je einem Bauern, Großgrundbesitzer und Landarbeiter) durch.
Die Versuche der seit Ende der 1920er Jahre auch in Pommern erstarkenden NSDAP, in Führungspositionen des Landbundes einzudringen, verstand er „äußerst geschickt ... abzuwehren“. Deshalb hatte ihn die NSDAP als „Hauptfeind der Nationalsozialisten in Pommern“ ausgemacht. Karl Dietrich Bracher behauptete in seinem Werk Die Auflösung der Weimarer Republik, v. Rohr habe im Mai 1932 mit ostpreußischen Großgrundbesitzern beim Reichspräsidenten v. Hindenburg in Neudeck gegen Reichskanzler Brüning interveniert und dadurch „wesentlich zu dessen Sturz beigetragen“. Bracher berief sich bei dieser Aussage auf eine Aktennotiz von Hindenburgs Staatssekretär Meissner, der selbst allerdings zur besagten Zeit gar nicht in Neudeck gewesen war. Rohr gehörte als Vorpommer weder zu den „ostpreußischen Nachbarn“ Hindenburgs noch war er jemals in Neudeck. Bracher hat seine Aussage in späteren Publikationen denn auch nicht mehr aufrechterhalten; auch in Meissners Erinnerungsbuch 30. Januar 1933 – Hitlers Machtergreifung findet sich kein solcher Hinweis.

### NS-Zeit
Nach der Bildung der Regierung Hitler, einer Koalitionsregierung aus NSDAP und DNVP, im Januar 1933, berief der neuernannte Wirtschafts- und Landwirtschaftsminister Alfred Hugenberg v. Rohr als Staatssekretär ins Reichsernährungsministerium. Es begann die in der offiziellen Geschichte des Ministeriums als „Konservatives Zwischenspiel Hugenberg – von Rohr“ bezeichnete Phase. Bereits nach wenigen Wochen geriet v. Rohr in heftige Konflikte mit dem Reichskanzler. Als Hitler ihn aufforderte, die führenden Agrarpolitiker der NSDAP zu empfangen und mit ihnen über seine Politik zu verhandeln, lehnte v. Rohr dies mit dem Hinweis ab, solcherart Verhandlungen mit Parteivertretern führe er grundsätzlich nicht. Daraufhin kündigte Hitler in der folgenden Kabinettssitzung an, ggfs. beim Reichspräsidenten v. Rohrs Entlassung zu verlangen (Akten der Reichskanzlei, Die Regierung Hitler 1933–1935; Boppard 1983 ff.; S. 160, 161). Eine im Mai 1933 vorgesehene Rundfunkrede v. Rohrs wurde durch Goebbels mit der Begründung verhindert, dass dadurch die „Kluft“ zwischen der Auffassung v. Rohrs und der Auffassung des Reichskanzlers offenkundig geworden wäre. Die Konflikte mehrten sich, als nach Hugenbergs Rücktritt der NS-Bauernführer Richard Walter Darré Minister wurde. Nachdem v. Rohr in einer öffentlichen Rede die agrarpolitischen Positionen seines Ministers und der NSDAP kritisiert hatte, wurde er im September 1933 entlassen.
Im Januar 1934 übte v. Rohr in einer an Hitler gerichteten Denkschrift Kritik am Reichserbhofgesetz der Regierung. Am Tage des sogenannten Röhm-Putsches im Sommer 1934 erschien auf seinem Gut ein SS-Kommando, um ihn zu verhaften. Hofmitarbeiter konnten die SS wenige Minuten ablenken, so dass von Rohr sich im Wirtschaftshaus vom Gutshof in Vorwerk verstecken konnte, als diese ihn wegen des sogenannten Röhm-Putsches verhaften wollten.
Im Frühjahr 1938 erschien ein Artikel von ihm in den Weißen Blättern.
Im Jahr 1942 wurde Rohr, der für zwei auf seinem Hof verstorbene sowjetische Kriegsgefangene eine christliche Beerdigung organisiert hatte, wegen „verbotenen Umgangs mit Kriegsgefangenen“ zu einer Gefängnisstrafe verurteilt, wurde aber wieder entlassen, nachdem das Urteil durch das Reichsgericht aufgehoben worden war. Diese Revisionsentscheidung hatte der 2. Strafsenat des Reichsgerichts entgegen der ihm durch den Reichsjustizminister übermittelten ausdrücklichen Weisung Hitlers getroffen, das Urteil gegen von Rohr unverzüglich vollstreckbar zu machen. Rohr sei ein „Staatsfeind“, Männer seines Schlages seien gefährlicher als Kommunisten. Nach dem Attentat vom 20. Juli 1944 wurde Rohr-Demmin erneut verhaftet und blieb bis zum Kriegsende im Gefängnis.

### Nachkriegszeit
Nach dem Zweiten Weltkrieg und der Enteignung seiner Güter ging v. Rohr nach Westdeutschland, wo er sich für die Deutsche Konservative Partei – Deutsche Rechtspartei engagierte. Dort gehörte er zur Gruppe um den Parteivorsitzenden Hermann Klingspor, die sich nicht an der Gründung der Deutschen Reichspartei beteiligte, sondern die stärker christlich-konservativ geprägte Nationale Rechte bildete. Sie kooperierte in Nordrhein-Westfalen mit der FDP. Im Zuge des Wahlbündnisses der NR mit der FDP zog er 1950 für eine Legislaturperiode in den Nordrhein-Westfälischen Landtag ein. 1969 gründete er die Monatszeitschrift Konservativ heute, die Publizisten wie Pascual Jordan, Armin Mohler, Sebastian Haffner, Hans Maier, Carl Zuckmayer, Otto von Habsburg und ihm selbst eine Plattform bot, um konservatives Gedankengut zu verbreiten.
Den Schwerpunkt der Arbeit v. Rohrs nach dem Kriege bildete die Agrarpolitik. In seiner seit dem Jahr 1947 bis zu seinem Tode 1971 erschienenen Zeitschrift „Stimmen zur Agrarwirtschaft“ trat er – darin in heftigem Gegensatz zu Andreas Hermes und Hans Schlange-Schöningen – für eine frühzeitige Beendigung der Zwangswirtschaft im Agrarbereich ein. Als geistiger Kopf der „agrarpolitischen Opposition“ innerhalb des Bauernverbandes befürwortete er eine Preispolitik, die dem gut geführten bäuerlichen Familienbetrieb eine Existenz ermöglichte. Weil er dieses Anliegen bei der französischen Regierung besser als bei der deutschen aufgehoben sah, befürwortete er anders als viele Landwirte eine baldige Europäisierung der Agrarpolitik.
Gemeinsam mit Thomas Dehler, Karl Georg Pfleiderer, Herbert Wehner u. a. drängte er ab 1952 die Bundesregierung unter Konrad Adenauer, auf Basis der Stalin-Note vom März 1952 mit der Sowjetunion über die Möglichkeit einer Wiedervereinigung Deutschlands im Rahmen einer militärischen Neutralität zu verhandeln. Dieses Bemühen scheiterte 1955 mit dem Beitritt der Bundesrepublik zur NATO.
In zwei von seinem Sohn Hans Christoph bis zum Bundesverwaltungsgericht geführten Rechtsstreitigkeiten ging bzw. geht es darum, ob v. Rohr wegen seiner Regierungstätigkeit von Februar bis September 1933 eine „Förderung des Nationalsozialismus“ (vom Bundesverwaltungsgericht 1963 bejaht) vorzuwerfen ist bzw. ob er „dem nationalsozialistischen System erheblich Vorschub geleistet hat“. Eine Entscheidung des Verwaltungsgerichts Greifswald, das ein solches Vorschubleisten bejaht hatte, wurde am 29. September 2010 durch das Bundesverwaltungsgericht aufgehoben.

## Werke
- Die agrarpolitische Opposition 1947–1971 im Spiegel der „Stimmen zur Agrarwirtschaft“, dargestellt von Artur Schürmann. Verein für Agrarwirtschaft, Bussau 1978.

## Genealogie
- Walter von Hueck: Genealogisches Handbuch des Adels. Adelige Häuser A (Uradel), Band A XVIII, Band 87 der Gesamtreihe GHdA, Hrsg. Deutsches Adelsarchiv, C. A. Starke, Limburg an der Lahn 1985, S. 380 ff. ISSN 0435-2408 (Mit Porträt).